# Episodi di Get Smart (quinta stagione)
La quinta stagione della serie televisiva Get Smart è stata trasmessa in anteprima negli Stati Uniti d'America dalla CBS tra il 26 settembre 1969 e il 15 maggio 1970. 
La sigla ha un arrangiamento musicale differente dalle precedenti stagioni e riporta al termine il titolo dell'episodio. 
La stagione nella versione italiana, in onda dal 1980, è titolata come Get Smart - Un detective tutto da ridere, ed è il nome con cui molti, in Italia, conoscono ancora oggi l'intera serie. I titoli degli episodi sono stati sostituiti da quelli italiani. Fa eccezione l'edizione trasmessa in Italia da Paramount Comedy Central nel 2008, che attualmente è l'unica a riportare in originale il titolo della serie e degli episodi, e usa una versione del video restaurata in digitale. 
| nº | Titolo originale                   | Titolo italiano                        | Prima TV USA      | Prima TV Italia |
| -- | ---------------------------------- | -------------------------------------- | ----------------- | --------------- |
| 1  | Pheasant Under Glass               | Fagiano sotto vetro                    | 26 settembre 1969 |                 |
| 2  | Ironhand                           | Pugno di ferro                         | 3 ottobre 1969    |                 |
| 3  | Valerie of the Dolls               | Valeria delle bambole                  | 10 ottobre 1969   |                 |
| 4  | Widow Often Annie                  | Un marito da uccidere                  | 17 ottobre 1969   |                 |
| 5  | The Treasure of C. Errol Madre     | Spedizione in Messico                  | 24 ottobre 1969   |                 |
| 6  | Smart Fell on Alabama              | Missione in Alabama                    | 31 ottobre 1969   |                 |
| 7  | And Baby Makes Four (Part 1)       | E ora siamo in quattro (Prima parte)   | 7 novembre 1969   |                 |
| 8  | And Baby Makes Four (Part 2)       | E ora siamo in quattro (Seconda parte) | 14 novembre 1969  |                 |
| 9  | Physician Impossible               | L'impossibile medico                   | 21 novembre 1969  |                 |
| 10 | The Apes of Rath                   | La scimmia di Rath                     | 28 novembre 1969  |                 |
| 11 | Age Before Duty                    | Invecchiamento precoce                 | 5 dicembre 1969   |                 |
| 12 | Is This Trip Necessary?            | Quasi un'allucinazione                 | 12 dicembre 1969  |                 |
| 13 | Ice Station Siegfried              | Spedizione al Polo Nord                | 19 dicembre 1969  |                 |
| 14 | Moonlighting Becomes You           | Una trasmissione movimentata           | 2 gennaio 1970    |                 |
| 15 | House of Max (Part 1)              | Il museo delle cere (Prima parte)      | 9 gennaio 1970    |                 |
| 16 | House of Max (Part 2)              | Il museo delle cere (Seconda parte)    | 16 gennaio 1970   |                 |
| 17 | Rebecca of Funny-Folk Farm         | Una casa un po' strana                 | 23 gennaio 1970   |                 |
| 18 | The Mess of Adrian Listenger       | Il diabolico piano di Listenger        | 30 gennaio 1970   |                 |
| 19 | Witness for the Execution          | Il testimone chiave                    | 6 febbraio 1970   |                 |
| 20 | How Green Was My Valet             | Com'era verde il mio valletto          | 13 febbraio 1970  |                 |
| 21 | And Only Two Ninety-Nine           | Il sosia                               | 20 febbraio 1970  |                 |
| 22 | Smartacus                          | Smartacus                              | 27 febbraio 1970  |                 |
| 23 | What's It All About, Algie?        | Omaggio floreale                       | 24 aprile 1970    |                 |
| 24 | Hello, Columbus - Goodbye, America | Hello America                          | 1º maggio 1970    |                 |
| 25 | Do I Hear a Vaults?                | Avventura con scasso                   | 8 maggio 1970     |                 |
| 26 | I Am Curiously Yellow              | Una storia cinese                      | 15 maggio 1970    |                 |